# Clarke Quay
Clarke Quay – stacja podziemna Mass Rapid Transit (MRT) na North East Line w Singapurze. Stacja położona jest w dzielnicy Chinatown. Położona jest obok Swissôtel Merchant Court, na skrzyżowaniu Eu Tong Sen Street, New Bridge Road i Merchant Road. Bezpośrednio nad stacją znajduje się kompleks wielofunkcyjny The Central.